# Doug Savant
Douglas Peter Savant (Burbank, 21 de Junho de 1964) é um ator estadunidense. É conhecido pelo personagem Tom Scavo na série de televisão Desperate Housewives, e por Matt Fielding na série Melrose Place.
É casado e tem dois filhos, Jack e Lucy, com Laura Leighton, que também atuou em Melrose Place. Tem duas filhas de um outro casamento.

## Carreira
Em 1985 fez uma pequena participação no Filme Teen Wolf, com Michael J. Fox, de 1992 a 1997, Doug Savant interpretou Matt Fielding em Melrose Place, papel que se tornou notável por ser um dos primeiros personagens gays na televisão. Contudo, seu personagem foi bastante censurado  - Um beijo entre Matt e o personagem de Ty Miller durante o final da 2ª temporada foi cortada pela FOX no último minuto. Savant deixou a série depois de seis temporadas, e, um ano depois, seu personagem foi morto em um acidente de carro.
Depois disso, Savant estrelou em algumas séries de televisão – Profile, Harsh Realm, Firefly, JAG, NCIS, Nip/Tuck, NYPD Blue e em quatro episódios de 24 Horas. Ele também aparecer como Sargento O’Neal no filme Godzilla, e nos anos 80 ele apareceu em filmes como Masquerade e Trick or Treat. Também foi o personagem central em um episódio de The Outer Limits. De 2004 a 2012 integrou o elenco principal da série de televisão Desperate Housewives com o personagem Tom Scavo.
Em 2018 ele retorna as séries interpretando o astro de esportes Forest Clay na série Lucifer (Episódio 23 - "Típico da Estrela Decker"/ 3.ª Temporada)